# 宇津教信
宇津教信（うつ のりのぶ、寛文元年（1661年） - 元文元年10月17日（1736年11月19日））は、江戸時代の旗本寄合。相模国小田原藩主大久保忠朝の3男。子に宇津教逵、娘（大久保教端婚約者）、娘（柴田康完室）がいる。宇都宮氏を出自とする大久保氏が元々名乗っていた「宇津氏」を称した。
元禄11年（1698年）、小田原藩の飛地のうち下野国芳賀郡3ヶ村（物井、横田、東沼村）4000石の分知を受け、翌12年（1699年）物井村桜町に陣屋（桜町陣屋）を構えた。ただし教信は江戸定府であり、陣屋には役人を派遣していた。
書院番や、将軍徳川綱吉の御側衆を勤めた。